# Leo Lustig
Leo Lustig (* 23. Juni 1860 in Gleiwitz; † 1930 in Berlin) war ein deutscher Eisenhändler.
Er war von 1893 Mitinhaber der Eisengroßhandlung M. I. Caro & Sohn in Breslau.
Lustig war von 1910 bis 1930 Leiter der von Georg von Caro gegründeten Deutschen Eisenhandels AG, die die diesbezüglichen Unternehmungen der Firmen M. I. Caro & Sohn (Breslau), Eduard Lindner (Breslau) und Jacob Ravené (Berlin) zusammenführte.